# مرز ارمنستان–ایران

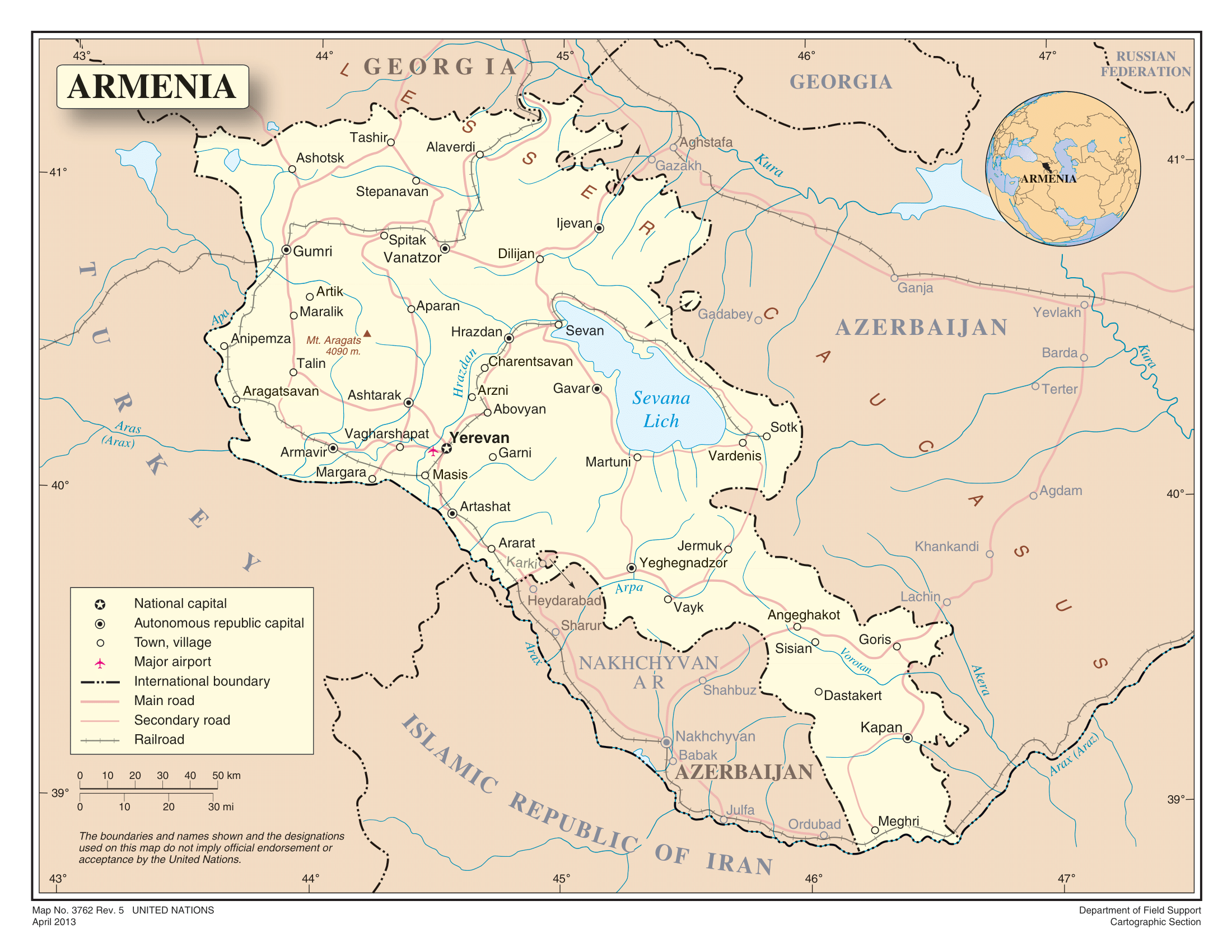
نقشه ارمنستان و ایران در جنوب آن

مرز ارمنستان و ایران یک خط مرزی به درازای ۴۴ کیلومتر است که از غرب به نقطه سه‌گانه مرزی ایران و ارمنستان با جمهوری خودمختار نخجوان و از شرق به نقطه سه‌گانه مرزی ایران و ارمنستان با جمهوری آذربایجان می‌رسد.

## ویژگی‌ها
این مرز از غرب در مرز سه‌طرفه با نخجوان آغاز می‌شود و از امتداد رود ارس به سمت مرز سه‌طرفه با جمهوری آذربایجان امتداد می‌یابد. سرتاسر این مرز در استان آذربایجان شرقی قرار دارد.
در میان سده نوزدهم، منطقه قفقاز به‌ویژه بخش‌های جنوبی‌تر جایگاه درگیری میان امپراتوری عثمانی، ایران قاجاری و امپراتوری روسیه بود. با جنگ ایران و روسیه (۱۸۱۳–۱۸۰۴) که پس از آن منجر به انعقاد عهدنامه گلستان شد، امپراتوری روسیه بخش بزرگی از جمهوری آذربایجان امروزی یعنی آران و شروان و بخش‌هایی از ارمنستان امروزی را به دست آورد. یک مرز در امتداد رودخانه ارس کشیده شده است که مرز امروزی میان ایران و جمهوری آذربایجان (به استثنای بخش نخجوان) و ایران و ارمنستان است. به دنبال جنگ ایران و روسیه (۱۸۲۸–۱۸۲۶) و انعقاد عهدنامه ترکمانچای ایران مجبور به واگذاری نخجوان و سایر مناطق باقی‌مانده در ارمنستان شد. رود ارس به‌عنوان مرز تا نقطه سه‌طرفی ایران روسیه و عثمانی گسترش یافت و مرز امروزی را ایجاد کرد.
در میان جنگ جهانی اول کمونیست‌های روسیه در سال ۱۹۱۷ انقلاب روسیه را به پیروزی رساندند، در حالی که مردم جنوب قفقاز در سال ۱۹۱۸ جمهوری فدرال دموکراتیک قفقاز جنوبی را پایه‌گذاری کردند. اختلافات و ناهمگونی‌های درونی منجر به ترک جمهوری دموکراتیک گرجستان از این جمهوری در ماه مه ۱۹۱۸ شد و اندکی پس از آن اولین جمهوری ارمنستان و جمهوری خلق آذربایجان نیز اعلام موجودیت کردند. در سال ۱۹۲۰ ارتش سرخ روسیه به جمهوری آذربایجان و ارمنستان حمله کرد و به استقلال هر دو پایان داد و اندکی پس از آن گرجستان را نیز در تصرف خود قرار داد. هر سه ایالت پیش از ایجاد یک حکومت کمونیستی نیمه‌خودگردان در سال ۱۹۳۶ میلادی در جمهوری فدراتیو سوسیالیستی قفقاز جنوبی شوروی اتحاد جماهیر شوروی سوسیالیستی گنجانده شده بودند. در سال ۱۹۵۴ یک کنوانسیون مرزی میان ایران و اتحاد جماهیر شوروی سوسیالیستی تغییرات اندک جزئی در مرزهای آذربایجان شوروی به سود ایران انجام داد. سپس با توافق نهایی که در سال ۱۹۵۷ انجام شد، مرزبندی روی زمین دنبال شد.

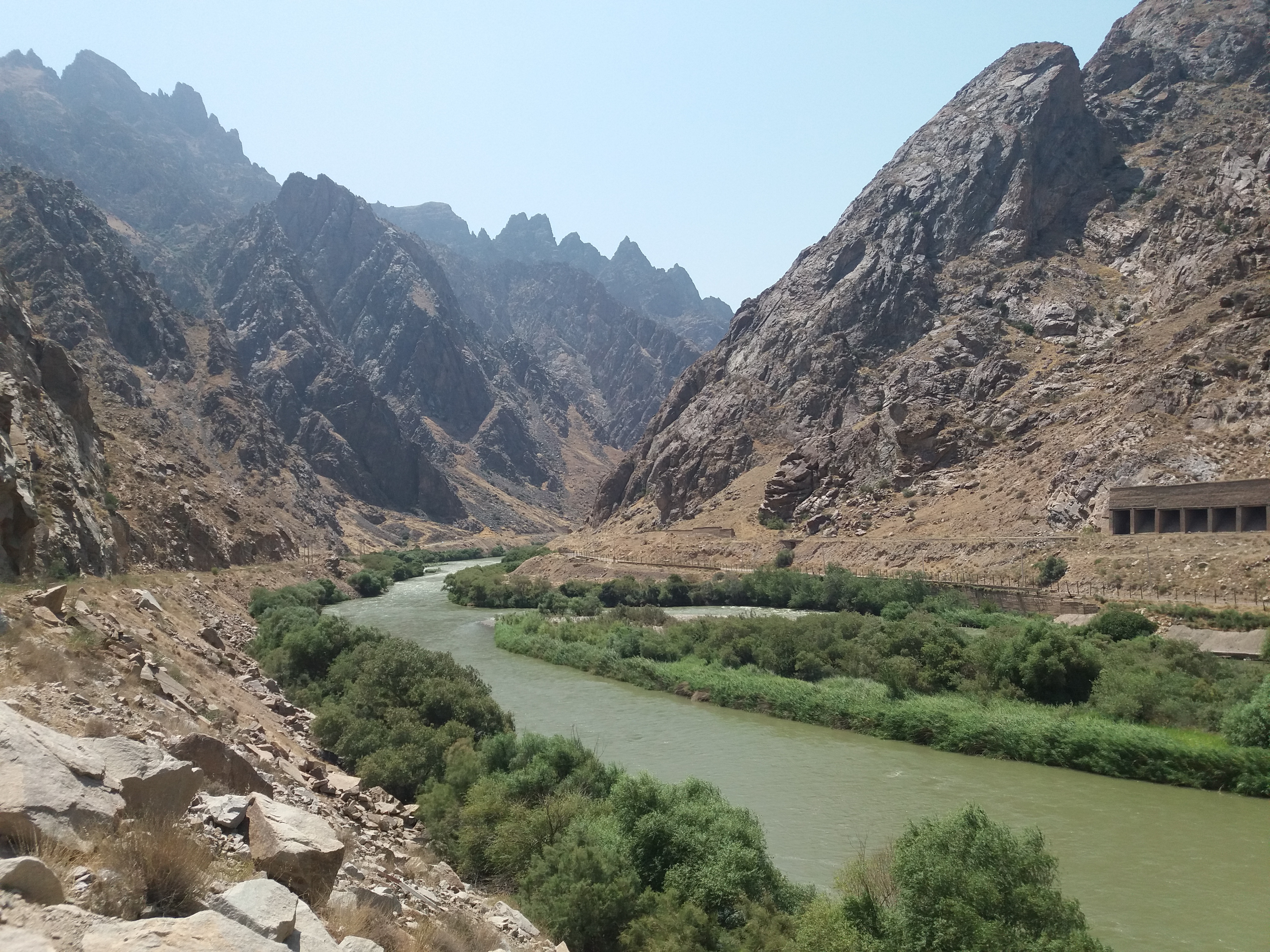
مرز در نزدیکی نوردوز

پس از فروپاشی اتحاد جماهیر شوروی در سال ۱۹۹۱ با استقلال ارمنستان این کشور مرز میان ایران و شوروی سابق در این بخش را به دست گرفت.

## گذرگاه‌های مرزی
گذرگاه اصلی در ناحیه نوردوز - آگاراک است.

## سکونتگاه‌های نزدیک مرز

### ارمنستان
- آگاراک
- مغری
- آلوانک
- شوانیدزور

### ایران
- دوزال
- قولان
- نوجه‌مهر
- پیربلاغ